# It Capítulo Dos
It: Capítulo Dos (en inglés: It: Chapter Two) es una película de terror sobrenatural estadounidense de 2019, dirigida por Andrés Muschietti, y escrita por Gary Dauberman y Jeffrey Jurgensen. Es una secuela directa de la película de 2017 It, y es la segunda película de la duología basada en la novela homónima de Stephen King. La cinta está protagonizada por Jessica Chastain, James McAvoy, Bill Hader, Isaiah Mustafa, Jay Ryan, James Ransone y Andy Bean. Bill Skarsgård repite su papel de Pennywise, el payaso, junto con gran parte del elenco infantil de la primera película, incluidos Jaeden Martell, Sophia Lillis, Jeremy Ray Taylor, Finn Wolfhard, Chosen Jacobs, Jack Dylan Grazer, Wyatt Oleff y Jackson Robert Scott. La película también presenta al actor Brandon Crane, protagonista de la miniserie It de 1990.
Producida por New Line Cinema, Lin Pictures, KatzSmith Productions y Vertigo Entertainment y distribuida por Warner Bros. Pictures, la película fue estrenada el 6 de septiembre de 2019.

## Argumento
Veintisiete años después de su derrota, Pennywise regresa a Derry, Maine, en 2016 y mata a un hombre llamado Adrian Mellon mordiéndole el corazón después de que él y su novio son brutalmente agredidos en un crimen de odio por lugareños después de visitar un carnaval.
Mike Hanlon, el único miembro del Club de los Perdedores que permaneció en Derry, llama a los otros miembros, Bill Denbrough, Ben Hanscom, Beverly Marsh, Richie Tozier, Eddie Kaspbrak y Stanley Uris para honrar la promesa que hicieron 27 años antes, de matar a Pennywise si regresaba. Todos regresan a Derry, excepto Stanley, que se suicida por miedo a la criatura. En un restaurante chino, Mike refresca la memoria de los Perdedores antes de que Pennywise les revele la noticia del suicidio de Stanley. Richie y Eddie deciden irse hasta que Beverly revela que ha tenido visiones psíquicas de sus muertes en caso de que no cumplan con su juramento. Mientras tanto, Eso mata a una joven llamada Victoria en un juego de béisbol después de atraerla a una trampa.
Mike le muestra a Bill, a través de una visión inducida por drogas, que el "Ritual de Chüd" de los nativos americanos puede detenerlo definitivamente. Mike explica que el ritual requiere que se sacrifiquen elementos valiosos de su pasado. Bill va al desagüe pluvial donde murió Georgie y recupera su velero de papel. Beverly recupera la carta de amor de Ben de la casa de su infancia antes de ser atacada por Pennywise en la forma de una anciana demoníaca llamada Sra. Kersh. Richie va a una sala de juegos abandonada donde encuentra una ficha de juego y se encuentra con Pennywise, quien lo confronta por su homosexualidad oculta. Ben regresa a la escuela secundaria del pueblo, mientras que Eddie recupera un inhalador de una farmacia y es atacado por el payaso en la forma del Leproso. Mientras tanto, Henry Bowers, quien fue arrestado por matar a su padre, es liberado de un hospital psiquiátrico por el payaso. Bowers ataca brutalmente a Eddie en el hotel de Losers, antes de atacar a Mike en la biblioteca; Henry casi mata a Mike, pero Richie lo asesina antes de lograrlo. Los Perdedores luego se reúnen con Bill en la Casa Neibolt, después de que no pudiera salvar a un niño llamado Dean de ser comido por Pennywise, y lo convencen de no enfrentarlo solo.
Con sus recuerdos ahora completamente restaurados, el grupo desciende a una caverna debajo de las alcantarillas, con Mike proporcionando una roca de la pelea de los Perdedores con Bowers Gang mientras realizan el ritual en los restos del meteorito que lo trajo a la Tierra. El ritual atrapa Las luces de la muerte, la forma verdadera de Pennywise, en un contenedor sellado, pero este explota y el payaso se libera, asumiendo una apariencia gigante de Pennywise con un cuerpo arácnido. La criatura presiona a Mike para que revele que los nativos que originalmente realizaron el ritual fracasaron y murieron porque sus miedos los superaron, un hecho que Mike había ocultado a sus amigos con la esperanza de obtener un resultado diferente. Pennywise ataca a los Perdedores y coloca a Bill, Ben y Beverly en trampas individuales, de las que logran escapar cuando Bill se libera de su sentimiento de culpa por considerarse indirectamente responsable de la muerte de Georgie, y Beverly acepta que Ben fue quien le escribió la carta de amor. Mike se enfrenta a la criatura, solo para casi ser comido, pero Richie logra distraerlo siendo atrapado por Las luces de la muerte de Pennywise en el proceso. Eddie logra salvarlo, pero es herido de muerte por el payaso. Después de que Eddie explica cómo lo hizo sentir pequeño antes, los Perdedores confrontan a Pennywise sobre cómo han superado sus miedos y ya no le tienen miedo a la entidad, lo que hace que se encoja. Mike le arranca el corazón y todos los Perdedores lo aplastan con sus propias manos, matando definitivamente a la criatura. Richie y los demás se apresuran a ver a Eddie, pero descubren que ha muerto a causa de sus heridas y se ven obligados a abandonar su cuerpo en el lugar, mientras la caverna colapsa y destruye la Casa Neibolt.
Los Perdedores restantes regresan a su antigua zona de baño donde consuelan a Richie, quien aun llora por Eddie. Su desaparición también ha causado que las cicatrices en sus manos desaparezcan. Después de separarse los Perdedores, Ben y Beverly se casan, Richie regresa al puente de besos donde una vez había tallado sus iniciales y las de Eddie, Mike decide mudarse de Derry y comenzar una nueva vida y Bill comienza a escribir su nueva historia cuando se entera de que Stanley les envió cartas póstumas a todos ellos. Las cartas revelan que Stanley estaba demasiado asustado para enfrentar a Pennywise y era consciente de que esto lo convertiría en una debilidad que, de presentarse, cobraría la vida de todos sus amigos, por lo que su suicidio tenía como objetivo fortalecer a sus amigos contra el Payaso; como última voluntad, les pide a los perdedores restantes que "vivan la vida al máximo de su potencial".

## Elenco y personajes

### Club de los Perdedores
- Jessica Chastain como Beverly Marsh: La única miembro femenina del Club de los Perdedores, fue abusada física y sexualmente de niña por su padre y fue acosada en la escuela por falsos rumores de promiscuidad y fue el interés amoroso de Bill y Ben. Como adulta, se ha convertido en una exitosa diseñadora de moda en Chicago, casada con Tom Rogan, un esposo abusivo, reflejo de su padre.
  - Sophia Lillis como la joven Beverly.
- James McAvoy como Bill Denbrough: El antiguo líder del Club de los Perdedores, que habla tartamudeando y determinado quiso buscar venganza contra Eso por matar a su hermano, los lideró en su lucha contra Pennywise en 1989 y les hizo prometer que volverían a Derry si el payaso resurgiera. Como adulto en 2016, Bill se convierte en un exitoso novelista de misterio (como el mismo Stephen King y muchos de sus personajes) y también se casa con la estrella de cine Audra Denbrough.
  - Jaeden Martell como el joven Bill.
- Bill Hader como Richie Tozier: El mejor amigo con gafas de Bill y miembro del Club de los Perdedores, cuya boca fuerte y lenguaje obsceno a menudo lo meten en problemas. Como adulto, Richie se convierte en un famoso cómico en Los Ángeles.
  - Finn Wolfhard como el joven Richie.
- Isaiah Mustafa como Mike Hanlon: Un miembro afroamericano que se unió al Club de los Perdedores cuando fue acosado por Henry Bowers y su pandilla por ser negro y los Perdedores lo ayudaron contra la pandilla de Henry y luchó contra Eso; Mike es el único que se queda en Derry y se convierte en el bibliotecario de la ciudad, al mismo tiempo que llama a los Perdedores a Derry cuando Eso resurge. Mike también tiene un grave problema de abuso de sustancias derivado de estar traumatizado por los acontecimientos de su infancia.
  - Chosen Jacobs como el joven Mike.
- Jay Ryan como Ben Hanscom: Un miembro del Club de los Perdedores que luchó contra Eso y fue acosado cuando era niño debido a su obesidad. Como adulto, es delgado y es un exitoso arquitecto que vive en Nebraska.
  - Jeremy Ray Taylor como el joven Ben.
- James Ransone como Eddie Kaspbrak: Un miembro del Club de los Perdedores que es el epítome de un hipocondríaco, exagerado por la inmensa cantidad de objetos en su botiquín. Eddie dirige un exitoso negocio de limusinas en la ciudad de Nueva York y está casado con Myra Kaspbrak, quien es muy similar a su madre mandona.
  - Jack Dylan Grazer como el joven Eddie.
- Andy Bean como Stanley Uris: Un miembro del Club de los Perdedores que luchó contra Eso. Stan se convierte en socio de una gran empresa de contabilidad con sede en Atlanta y está casado con Patty Blum, una maestra.
  - Wyatt Oleff como el joven Stanley.

### Formas deEso
- Bill Skarsgård como Pennywise, el payaso bailarín / Eso: Un antiguo ser transdimensional que despierta cada 27 años para alimentarse del miedo de los niños que asesina y posee la habilidad de cambiar de forma. Fue derrotado y gravemente herido por el Club de Perdedores en 1989, lo que obligó a su hibernación temprana. Esta derrota motiva al ser a reconstruir su fuerza y buscar venganza contra el Club de los Perdedores una vez que estos regresen a Derry. En su encuentro con Beverly adulta, se muestra como un humano normal llamado Bob Gray diciéndole que no había cambiado el destino de sus amigos mientras se maquilla.
- Jackson Robert Scott como George "Georgie" Denbrough: El fallecido hermano menor de Bill, cuyo secuestro y asesinato cometido por Pennywise en octubre de 1988 culminó en los eventos del verano de 1989. Repite su papel en la primera película.
- Owen Teague como Patrick Hockstetter: El difunto compañero de la pandilla de Henry quien murió a manos de Eso en 1989 durante la primera película.
- Stephen Bogaert como Alvin "Al" Marsh: El padre abusivo y bipolar de Beverly, quien fue asesinado por su hija mediante los acontecimientos en 1989 durante la primera película.
- Joan Gregson como la señora Kersh: Una anciana aparentemente dulce y gentil, pero verdaderamente es un monstruo horrible y espeluznante, que vive en la casa de la infancia de Beverly.
- Javier Botet como el leproso y la bruja de Hansel y Gretel: Las formas de Eso de la primera película, ya que son los temores de Eddie y Beverly. Vuelven a aparecer en la segunda entrega.

### Otros personajes
- Teach Grant como Henry Bowers: un psicópata bravucón que aterrorizó al Club de Perdedores en el verano de 1989 antes de que lo atrapara la policía por asesinar a su padre. Como adulto, está decidido a cobrar venganza e intentar de nuevo matar al Club de los Perdedores, pero es asesinado por ellos.
  - Nicholas Hamilton como el joven Henry.
- Jess Weixler como Audra Phillips-Denbrough: una actriz de cine famosa y la esposa de Bill.
- Will Beinbrink como Tom Rogan: el esposo abusivo de Beverly, el cual sólo la ve como un objeto sexual.
- Molly Atkinson como Myra Kaspbrak y Sonia Kaspbrak: la esposa mandona de Eddie en la versión adulta y la madre mandona de Eddie en 1989.
- Xavier Dolan como Adrian Mellon: un joven ciudadano gay de Derry que es atacado con su novio Don por un grupo de hombres homofóbicos durante un festival. Se convierte en la primera víctima de un despertado Pennywise, provocando el regreso de los Perdedores a Derry.
- Taylor Frey como Don Hagarty: el novio de Adrian, quien también es atacado por un grupo de hombres homofóbicos durante un festival. También fue testigo de la muerte de Adrian por ello.
- Jake Weary como John "Webby" Garton: uno de los matones homofóbicos que atacaron a Adrian y Don.
- Erik Junnola como Steve Dubay: el mejor amigo de Webby y uno de los matones homofóbicos que atacaron a Adrian y Don.
- Katie Lunman como Chris Unwin: un amigo de Webby y Steve y uno de los matones homofóbicos que atacaron a Adrian y Don.
- Brandon Crane como empresario de la reunión: empleado de la firma de arquitectos de Ben. Es el mismo actor que interpretó a Ben en la miniserie It (1990).[5][6]
- Ryan Kiera Armstrong como Victoria Fuller: una niña de 7 años víctima de sus compañeros de clase debido a su marca de nacimiento en la mejilla derecha.
- Luke Roessler como Dean: un niño que vive en la casa de la infancia de Bill.
- Peter Bogdanovich como Peter: el famoso director interpreta al director de la película basada en una novela escrita por Bill.[5][6][7][8]
- Stephen King como un vendedor: el escritor de la novela en que se basa la película interpreta al vendedor de la tienda de artículos usados donde Bill compra su antigua bicicleta.[5][6]
- Andy Muschietti como cliente en la farmacia: el propio director de la película tiene una pequeña aparición sin diálogo, como cliente de la farmacia donde va a comprar el joven Eddie.[5][6]

## Doblaje
| Actor original Estados Unidos | Personaje              | Actor de voz España | Actor de voz México |
| ----------------------------- | ---------------------- | ------------------- | ------------------- |
| Bill Skarsgård                | Pennywise / Eso        | Marc Gómez          | Carlos Hernández    |
| James McAvoy                  | Bill Denbrough         | Manuel Gimeno       | Edson Matus         |
| Jaeden Lieberher              | Bill Denbrough (Joven) | Ismael Abadal       | Ángel Rodríguez     |
| Bill Hader                    | Richie Tozier          | Luis Posada         | Arturo Mercado Jr.  |
| Finn Wolfhard                 | Richie Tozier (Joven)  | Aitor Garrido       | Carlos Siller       |
| Jessica Chastain              | Beverly Marsh          | Isabel Valls        | Liliana Barba       |
| Sophia Lillis                 | Beverly Marsh (Joven)  | Elena Barra         | Nycolle González    |
| James Ransone                 | Eddie Kaspbrak         | Pau López           | Victor Ugarte       |
| Jack Dylan Grazer             | Eddie Kaspbrak (Joven) | Álvaro Balas        | Max Durán           |

| Créditos técnicos (España) - Estudio de Doblaje: Deluxe 103, Madrid y Barcelona - Director de Doblaje: César Martínez - Traductor: Eva Garcés - Producción de Doblaje: Warner Española S.A. de C.V. | Créditos técnicos (México) - Estudio de Doblaje: International Dubbing Factory, México, D. F. - Director de Doblaje: María Fernanda Morales - Traductor: Hilda Alegre - Producción de Doblaje: Macías Group - Supervisores de Doblaje: Lucía Tirado y Alejandro Aragón - Grabación y mezcla de Diálogos: Marco Hernández y José Luis Reyes - Edición de Diálogos: Juan Alejandro Pérez e Itzel Santana |

## Producción
El 16 de febrero de 2016, el productor Roy Lee, en una entrevista con Collider.com, mencionó la realización de una segunda película, comentando que: «[Dauberman] escribió el borrador más reciente trabajando con [Muschietti], por lo que está siendo concebido como dos películas». El 19 de julio de 2017, Muschietti reveló que el plan era poner en marcha la producción para la secuela, y agregó: «Probablemente tendremos un guion para la segunda parte en enero [de 2018]. Idealmente, comenzaríamos la preparación en marzo. La primera parte es solo sobre los niños. La segunda parte trata de estos personajes 30 años después como adultos, con flashbacks de 1989 cuando eran niños». El 21 de julio de 2017, Muschietti habló de esperar tener un diálogo en la segunda película que no existe dentro de la primera, diciendo: «...parece que vamos a hacerlo. No es una continuación. Es la segunda mitad y está muy relacionada con la primera». Muschietti confirmó que dos escenas cortadas de la primera película se incluirían en la segunda, una de las cuales fue el incendio en el Black Spot del libro.
En septiembre de 2017, New Line Cinema anunció que la continuación sería lanzada el 6 de septiembre de 2019, con Gary Dauberman y Jeffrey Jurgensen escribiendo el guion. También se esperaba que Andy Muschietti dirigiera la segunda película, lo que luego fue confirmado.

### Casting
En septiembre de 2017, Muschietti y su hermana Barbara, productora de la película, mencionaron que Jessica Chastain sería su mejor opción para interpretar a la versión adulta de Beverly Marsh. En noviembre de 2017, Chastain expresó su interés en el proyecto. Finalmente, en febrero de 2018, Chastain se unió oficialmente al elenco para retratar al personaje. En abril de 2018, Bill Hader y James McAvoy se unieron al reparto para interpretar a las versiones adultas de Richie Tozier y Bill Denbrough, respectivamente. En mayo de 2018, James Ransone, Andy Bean y Jay Ryan se unieron al elenco para retratar a las versiones adultas de Eddie Kaspbrak, Stanley Uris y Ben Hanscom, respectivamente. En junio de 2018, Isaiah Mustafa se unió al elenco para interpretar a la versión adulta de Mike Hanlon, mientras que Xavier Dolan y Will Beinbrink también fueron elegidos para integrar parte del elenco. Más tarde, Teach Grant fue elegido para interpretar a Henry Bowers, encarnado previamente por Nicholas Hamilton en la primera película, y Jess Weixler también se unió a la película para interpretar a la esposa de Bill, Audra.

### Rodaje
La fotografía principal de la película comenzó el 19 de junio de 2018 en Pinewood Toronto Studios. El conjunto del sistema de alcantarillado se construyó en Pinewood, mientras que la parrilla real se encuentra en North York.
Gran parte del trabajo de ubicación se realizó en Port Hope y sus alrededores durante el verano de 2018, ya que la ciudad reemplazó al ficticio Derry, Maine; los letreros y la decoración se cambiaron según fuera necesario. El exterior del Ayuntamiento fue utilizado como la Biblioteca Derry. Algunas tomas exteriores del hotel fueron filmadas en el Hotel Carlyle de la ciudad.
Algunos interiores fueron filmados en una mansión de 1902 en Toronto, Cranfield House, mientras que las casas en la ciudad, y en Oshawa y Pickering, fueron utilizadas como exteriores. Se construyó un antiguo conjunto de mansión para exteriores de la casa Pennywise, y luego se quemó, en Oshawa. La sinagoga en la película era en realidad la Congregación Knesseth Israel en Toronto. Los exteriores de Derry High School fueron filmados en el Centro de Retiros Mount Mary en Ancaster, Ontario. Otros lugares utilizados por la producción incluyeron el Área de Conservación Elora Quarry, el Rito Escocés en Hamilton, Ontario, Audley Park en Ajax, Ontario, Rouge Park en Scarborough, Toronto (como The Barrens) y The Mandarin Restaurant en Mississauga.
La filmación concluyó a principios de noviembre de 2018 después de 86 días de producción.

## Recepción
It: Chapter Two recibió críticas mixtas a positivas por parte de la crítica especializada. En el agregador de revisiones Rotten Tomatoes la película posee un 63 % de aprobación basado en 337 reseñas, con un puntaje promedio de 6.1/10. El consenso crítico dictó: "It: Chapter Two demuestra que más grande no siempre significa más miedo para las secuelas de terror, pero un buen reparto y un enfoque fiel al material fuente mantienen a flote esta continuación".
En el sitio web Metacritic obtuvo un puntaje de 58 sobre 100 basado en 52 reseñas, indicando "reseñas mixtas o promedio".
Al escribir para el Chicago Sun-Times, Richard Roeper elogió el diseño de producción y el reparto, pero dijo que no era tan aterradora como la primera película, y escribió: "A pesar de todos los florecimientos visuales de Muschietti y con el gran talento de Bill Skarsgård de nuevo ofreciendo una actuación alocada, inquietantemente efectiva y completa como el temido Pennywise, It: Chapter Two tuvo un impacto relativamente débil en mí". Peter DeBruge, de Variety, dijo: "El payaso ha vuelto y los niños han crecido en la segunda parte de la novela monstruosa de Stephen King, que inspira una secuela demasiado larga, pero convenientemente aterradora".
Katie Rife, de The A.V. Club, le dio a la película una C+, elogiando la actuación de Bill Hader pero resumiendo: "Qué pena, construir este hermoso escenario, poblarlo con actores talentosos de alto nivel, para luego dejarlos en una trama dispersa".
Rich Juzwiak, de Jezebel, le dio a la película una crítica negativa, llamándola "mala" y "una película que no tiene sentido de sus reglas".

## Fechas de estreno mundial
| País                                                                          | Fecha de estreno                   |
| ----------------------------------------------------------------------------- | ---------------------------------- |
| Alemania                                                                      | Viernes 13 de septiembre de 2019   |
| Argentina                                                                     | Jueves 12 de septiembre de 2019    |
| Australia                                                                     | Jueves 19 de septiembre de 2019    |
| Austria                                                                       | Viernes 13 de septiembre de 2019   |
| Bélgica                                                                       | Viernes 13 de septiembre de 2019   |
| Belice · Costa Rica · El Salvador · Guatemala · Honduras · Nicaragua · Panamá | Miércoles 11 de septiembre de 2019 |
| Bolivia                                                                       | Jueves 5 de septiembre de 2019     |
| Brasil                                                                        | Jueves 12 de septiembre de 2019    |
| Chile                                                                         | Jueves 5 de septiembre de 2019     |
| Colombia                                                                      | Jueves 12 de septiembre de 2019    |
| Dinamarca                                                                     | Viernes 13 de septiembre de 2019   |
| Ecuador                                                                       | Jueves 2 de enero de 2020          |
| Egipto                                                                        | Viernes 3 de enero de 2020         |
| España                                                                        | Viernes 6 de septiembre de 2019    |
| Estados Unidos · Canadá                                                       | Viernes 6 de septiembre de 2019    |
| Filipinas                                                                     | Viernes 6 de septiembre de 2019    |
| Finlandia                                                                     | Viernes 6 de septiembre de 2019    |
| Francia                                                                       | Viernes 6 de septiembre de 2019    |

| País                 | Fecha de estreno                 |
| -------------------- | -------------------------------- |
| Grecia               | Viernes 13 de septiembre de 2019 |
| Hong Kong            | Viernes 20 de septiembre de 2019 |
| India                | Viernes 9 de enero de 2020       |
| Israel               | Viernes 27 de septiembre de 2019 |
| Italia               | Viernes 6 de septiembre de 2019  |
| Japón                | Sábado 7 de diciembre de 2019    |
| Líbano               | Viernes 4 de octubre de 2019     |
| Malasia              | Jueves 26 de septiembre de 2019  |
| México               | Viernes 6 de septiembre de 2019  |
| Noruega              | Viernes 27 de septiembre de 2019 |
| Nueva Zelanda        | Viernes 20 de septiembre de 2019 |
| Países Bajos         | Viernes 27 de septiembre de 2019 |
| Perú                 | Jueves 5 de septiembre de 2019   |
| Portugal             | Jueves 7 de noviembre de 2019    |
| Reino Unido Irlanda  | Viernes 6 de septiembre de 2019  |
| República Dominicana | Jueves 10 de octubre de 2019     |
| Singapur             | Jueves 19 de septiembre de 2019  |
| Sudáfrica            | Viernes 11 de octubre de 2019    |
| Suecia               | Viernes 6 de septiembre de 2019  |
| Suiza                | Viernes 13 de septiembre de 2019 |
| Tailandia            | Sábado 14 de septiembre de 2019  |
| Taiwán               | Sábado 7 de septiembre de 2019   |
| Uruguay              | Jueves 5 de septiembre de 2019   |
| Venezuela            | Jueves 12 de septiembre de 2019  |